# Magón (212 a. C.)
Magón fue un militar cartaginés del siglo III a. C.
Estuvo al mando de un cuerpo de caballería en Capua en el año 212 a. C. Efectuó una salida durante el sitio de dicha ciudad, por el que causó grandes bajas y confusión al ejército romano dirigido por los cónsules Apio Claudio Pulcro y Quinto Fulvio Flaco. Probablemente fue el mismo que poco después comandaba un cuerpo de caballería al mando del mismo Aníbal, tomando un papel principal en la derrota del pretor Cneo Fulvio Flaco en la batalla de Herdonia.